# Marie-Andrée Beaudet
Pour les articles homonymes, voir Beaudet.
Marie-Andrée Beaudet (née en 1947) est une écrivaine et professeure d'université québécoise.

## Biographie
Marie-Andrée Beaudet est spécialisée dans la sociologie et l'histoire de la littérature québécoise du XIXe et du XXe siècle.  
Elle est employée à temps plein à l'Association coopérative d'économie familiale entre 1970 et 1973 à Shawinigan rédigeant des documents de travail et des communiqués de presse. Elle signe une chronique dans l'Hebdo du Saint-Maurice en 1969-1970 financée par la CSN. Elle collabore au journal péquiste le Jour en 1975.  
Elle est professeure émérite de l'Université Laval, y ayant fait carrière de 1992 à 2015.
Elle eut pour compagnon Gaston Miron.

## Publications
- Relire le XIXe siècle Québécois à travers ses discours épistolaires. Montréal (Québec) : Nota bene, 2016. 237 p.  (ISBN 9782895185338)
- Bonheur d'occasion au pluriel : lectures et approches critiques. Québec : Éditions Nota bene, c2010.  (ISBN 9782895183556)
- L'avenir dégagé : entretiens, 1959-1993. Montréal : L'Hexagone, 2010. 420 p.  (ISBN 9782890067837)
- Catalogue de la bibliothèque personnelle de Gaston Miron. Montréal : CRILCQ, 2009. 433 p.  (ISBN 9782923356136)
- Album Miron. Montréal : L'Hexagone, 2006, 212 p.  (ISBN 9782890067813)
- Au-delà de L'homme rapaillé : Poèmes épars. Québec : Éditions Nota bene, 2006. 195 p.  (ISBN 9782895182320)
- Un long chemin : proses, 1953-1996. Montréal : L'Hexagone, 2004. 477 p.  (ISBN 9782890066953)
- Poèmes épars. Montréal : L'Hexagone, 2003. 124 p.  (ISBN 9782890066946)
- Échanges culturels entre les Deux solitudes. Sainte-Foy [Québec] : Presses de l'Université Laval, 1999. 220 p.
- Bonheur d'occasion au pluriel : lectures et approches critiques. Québec : Nota bene, 1999. 263 p.  (ISBN 9782895180111)
- Charles ab der Halden : portrait d'un inconnu - essai. Montréal : L'Hexagone, Collection Centre de recherche en littérature québécoise ; 14, 1992, 234 p.  (ISBN 9782890064614)
- Langue et littérature au Québec, 1895-1914. Montréal : L'Hexagone, 1991. 221 p.  (ISBN 9782890064287)
- L'impact de la situation linguistique sur la formation du champ littéraire au Québec 1895-1914. Thèse (Ph.D.) - Université Laval, 1988.  434 f.
- L'Ironie de la forme - essai sur "l'Elan d'Amérique" d'André Langevin. Montréal : Cercle du livre de France, 1985, 158 p.  (ISBN 9782890513020)